# Гірськолижний тренажер
Гірськолижний тренажер ― пристрій, що дозволяє навчатися техніці катання на гірських лижах і сноуборді, а також тренувати і покращувати навички, необхідні для якісного катання на схилі. 

## Види тренажерів

### Нахилена «бігова доріжка» (Нескінченний схил)
Основою тренажера є платформа у вигляді похилої поверхні з рухомою стрічкою. Працює за рахунок спеціальної електрогідравлічної машини. Особи, що на ньому тренуються, використовують повне гірськолижне та сноубордове спорядження (лижі або сноуборд, кріплення, черевики). Розміри стрічки можуть досягати 9,2х5 м. Це дає змогу користуватися тренажером трьом особам та інструктору. Ковзання на стрічці забезпечується зволоженням верхнього шару стрічці. Конструкція тренажера дає можливість регулювати швидкість та кут нахилу поверхні. 

### Пружні
Мають каретку для пересування спортсмен. Вона приводиться в рух з рахунок активності спортсмена та пружних властивостей матеріалів для опору переміщення. Такі тренажери мають дві платформи. Одна для постановки ніг з двома змінними позиціями, друга для тренування в гірськолижних черевиках. Використовуються регулятори навантаження.

### Інтерактивні
Тренажери мають одну платформу з лижними або сноубордистськими імітаторами, які рухаються по горизонтальній площині. На екрані відображається рухи лижника. Програмне забезпеченням дозволяє імітувати рельєф поверхні та стан снігу.

## Безпечна експлуатація
В готелях та базах відпочинку потрібно приділяти увагу безпечній експлуатації гірськолижного тренажера.